# Estelle Swaray

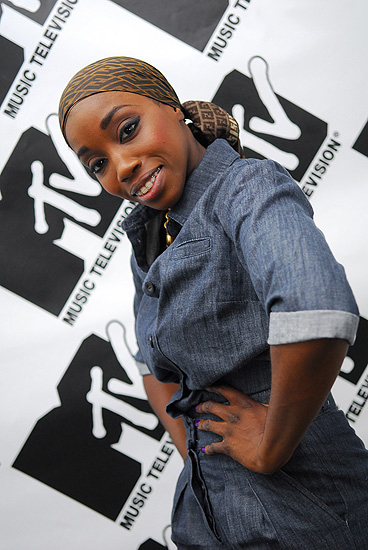
Estelle Swaray

Estelle Swaray (Londen, 18 januari 1980), artiestennaam Estelle, is een Britse hiphop-artieste en producer.

## Biografie
Estelle is de dochter van een Senegalese moeder en een vader van het Caraïbische eiland Grenada.
Estelle richtte haar eigen platenmaatschappij Stellarants op, waar ze het album The 18th day en de singles 1980, Free en Go gone op nam.
In 2005 zong ze het nummer Why go? van Faithless opnieuw in, dat eerder door Boy George was ingezongen. Het nummer belandde in Nederland in de tipparade.
Ze is daarna ontdekt door John Legend waarna ze als eerste artiest tekende op het label Homeschool van Legend. De Londense met Senegalees bloed heeft met succes de oversteek gemaakt van Oost-Londen naar New York. Daar is haar veelbelovende album Shine tot stand gekomen. Het album is op 9 mei 2008 uitgekomen en is geproduceerd door o.a.: Mark Ronson (de man achter Amy Winehouse en Lily Allen), Will.i.am, Wyclef Jean, Cee Lo Green (bekend van Gnarls Barkley) en John Legend
"Het album is een mix geworden van funk, Reggae, pop, R&B."
Sinds de aflevering "Gem Glow" van de Amerikaanse cartoon "Steven Universe" spreekt ze de stem in van Garnet.

## Discografie

### Albums
| Album met eventuele hitnotering(en) in de Nederlandse Album Top 100 | Datum van verschijnen | Datum van binnenkomst | Hoogste positie | Aantal weken | Opmerkingen |
| ------------------------------------------------------------------- | --------------------- | --------------------- | --------------- | ------------ | ----------- |
| The 18th day                                                        | 2004                  | -                     |                 |              |             |
| Shine                                                               | 09-05-2008            | 17-05-2008            | 53              | 16           |             |

| Album met hitnotering(en) in de Vlaamse Ultratop 200 albums | Datum van verschijnen | Datum van binnenkomst | Hoogste positie | Aantal weken | Opmerkingen |
| ----------------------------------------------------------- | --------------------- | --------------------- | --------------- | ------------ | ----------- |
| Shine                                                       | 2008                  | 17-05-2008            | 32              | 17           |             |

### Singles
| Single met eventuele hitnotering(en) in de Nederlandse Top 40 | Datum van verschijnen | Datum van binnenkomst | Hoogste positie | Aantal weken | Opmerkingen      |
| ------------------------------------------------------------- | --------------------- | --------------------- | --------------- | ------------ | ---------------- |
| Why go?                                                       | 2005                  | 21-05-2005            | tip12           | -            | met Faithless    |
| 1980                                                          | 2006                  | 12-05-2005            | tip12           | -            |                  |
| American Boy                                                  | 2008                  | 26-04-2008            | 6               | 21           | met Kanye West   |
| No substitute love                                            | 2008                  | 12-07-2008            | tip4            | -            |                  |
| Come over                                                     | 2008                  | 01-11-2008            | tip2            | -            | met Sean Paul    |
| One love                                                      | 2009                  | 28-11-2009            | 19              | 9            | met David Guetta |

| Single met hitnotering(en) in de Vlaamse Ultratop 50 | Datum van verschijnen | Datum van binnenkomst | Hoogste positie | Aantal weken | Opmerkingen           |
| ---------------------------------------------------- | --------------------- | --------------------- | --------------- | ------------ | --------------------- |
| Why go?                                              | 2005                  | 09-07-2005            | tip11           | -            | met Faithless         |
| American boy                                         | 2008                  | 26-04-2008            | 1(2wk)          | 24           | met Kanye West / Goud |
| No substitute love                                   | 2008                  | 06-09-2008            | tip10           | -            |                       |
| One love                                             | 2009                  | 28-11-2009            | tip4            | -            | met David Guetta      |

## Trivia
- Ze heeft nu ook een eigen singlet bij de H&M van de actie Designers agains aids.